# هاکلی هیث
هاکلی هیث (به انگلیسی: Hockley Heath) یک روستا و محله مدنی در بریتانیا است که در کلان‌شهر مستقل سولیهال واقع شده‌است. هاکلی هیث ۲٬۰۳۸ نفر جمعیت دارد.